# Olympius (exarch)
Olympius of Olympios was exarch van Ravenna van 649 tot 652.

## Biografie
Voordat hij exarch werd, had Olympius de titel van koubikularios, eunuch, kamerheer en vertrouweling van keizer Constans II Pogonatos van Byzantium.
In 648 had keizer Constans II, zijn typos uitgevaardigd, een decreet in verband met de christologie, waarbij het standpunt van het monotheletisme verdedigde. Paus Martinus I, die zonder Byzantijnse beëdiging, werd gekozen, verwierp deze stelling. Olympius werd aangesteld als exarch en kreeg als opdracht de paus op andere gedachten te brengen en hem te wijzen op zijn in plaats in de hiërarchie. Het Concilie van Lateranen (649) verwierp de typos.
Olympius werd nu gedwongen de paus uit te schakelen. In plaats daarvan riep hij zichzelf uit tot keizer. Zijn lot was bezegeld en keizer Constans II stuurde voor een tweede maal Theodorus I Calliopas naar Ravenna, hij nam paus Martinus I gevangen en verbande hem naar het schiereiland Chersonesos.
De Liber Pontificalis vermeldt dat Olympius op Sicilië in 652 aan ziekte stierf, vermoedelijk pest.